# Wolfgang P. Schmid
Wolfgang P. Schmid (* 25. Oktober 1929 in Berlin; † 22. Oktober 2010 in Friedland) war ein deutscher Sprachwissenschaftler und Indogermanist.

## Leben
Wolfgang Paul Schmid studierte zunächst evangelische Theologie an der Kirchlichen Hochschule Berlin-Zehlendorf. Später wechselte er an die Universität Tübingen, wo er bei Hans Krahe Indogermanistik studierte. Bei ihm wurde er 1955 mit einer Dissertation über das indo-iranische Verbalsystem promoviert, für die er den Preis der Philosophischen Fakultät erhielt.
Nach seiner Habilitation (1961) in Tübingen mit dem Thema Studien zum baltischen und indogermanischen Verbum (veröff. 1963) folgte Schmid 1964 einem Ruf an die Universität Innsbruck. Bereits 1965 wechselte er als Nachfolger von Wolfgang Krause auf den Lehrstuhl für Indogermanische Sprachwissenschaft an der Georg-August-Universität Göttingen, wo er bis zu seiner Emeritierung (1998) wirkte. Einen 1968 an ihn ergangenen Ruf an die Universität Würzburg lehnte er 1969 ab.
Schmid war ab 1966 ordentliches Mitglied der Akademie der Wissenschaften und der Literatur zu Mainz, die ihn mehrfach, erstmals 1977, zum Vizepräsidenten der Geistes- und Sozialwissenschaftlichen Klasse wählte. 1988 wurde er Korrespondierendes Mitglied der Sächsischen Akademie der Wissenschaften zu Leipzig und 1993 Ordentliches auswärtiges Mitglied der Polnischen Akademie der Wissenschaften in Krakau. Die Universität Vilnius verlieh ihm 2000 die Ehrendoktorwürde.
Seine Forschungsschwerpunkte waren die baltischen Sprachen, die Namenforschung, insbesondere im Bereich der Orts- und Gewässernamen, indogermanistische Fragestellungen und verschiedentlich Probleme der Kategorienbildung der Allgemeinen Sprachwissenschaft. Er fungierte als Herausgeber der Schriftenreihen Hydronymia Germaniae (1962–2006) und (ab 1985) Hydronymia Europaea sowie der traditionsreichen Fachzeitschrift Indogermanische Forschungen, zunächst (1962–1965) zusammen mit Hans Krahe, dann bis 1996 als alleiniger Herausgeber und von 1997 bis zu seinem Tod zusammen mit Eckhard Eggers.

## Schriften
- Untersuchungen zur Stellung der Nasalpraesentia im indo-iranischen Verbalsystem. Diss. Tübingen 1956.

Wolfgang P. Schmid hat Einträge im Reallexikon der Germanischen Altertumskunde und in Kleines Wörterbuch des Hellenismus verfasst, Beiträge in Sammelwerken und Festschriften veröffentlicht, sowie zahlreiche Aufsätze in sprachwissenschaftlichen Fachzeitschriften veröffentlicht, so in Indogermanische Forschungen, Baltistica, Beiträge zur Namenforschung, Glotta, Innsbrucker Beiträge zur Sprachwissenschaft, Kratylos, Linguistica Baltica, Namenkundliche Informationen, Onomastica Slavogermanica, Sprachwissenschaft, Studi Salantini, Wege der Forschung, Zeitschrift für Ostforschung und Zeitschrift für vergleichende Sprachforschung.

## Festschriften, Nachrufe
- Joachim Becker, Eckhard Eggers, Jürgen Udolph, Dieter Weber (Hg.): Linguisticæ scientiæ collectanea: Ausgewählte Schriften von Wolfgang P. Schmid anläßlich seines 65. Geburtstages. Berlin / New York 1994.
- Eckhard Eggers, Joachim Becker, Jürgen Udolph, Dieter Weber (Hg.): Florilegium Linguisticum. Festschrift für Wolfgang P. Schmid zum 70. Geburtstag. Frankfurt am Main (u. a.) 1999.
- Friedhelm Debus (Hg.): Namenkundliche Beiträge: Wolfgang P. Schmid zum 70. Geburtstag. Stuttgart 2001.
- Inge Bily: Nachruf Wolfgang P. Schmid (1929 – 2010). In: Namenkundliche Informationen. Bd. 99/100 (2011), S. 511f.
- Grasilda Blažienė: In memoriam Viri doctissimi, Professoris et Amici Wolfgangas P. Schmidas (1929 10 25–2010 10 22). In: Acta Linguistica Lithuanica. Bd. 62–63 (2011) S. 205–209 (litauisch).
- Eckhard Eggers: Wolfgang P. Schmid (*25. 10. 1929 – †22.10. 2010). In: Indogermanische Forschungen. Bd. 116 (2011), S. 1–3.
- Ondřej Šefčík; Václav Blažek: Wolfgang P. Schmid. In: Linguistica Brunensia. Bd. 59, Heft 1–2 (2011), S. 270–286 (tschechisch, mit Verz. der wiss. Arbeiten S. 272–286).
  - Engl. Übers.: Wolfgang P. Schmid (*25 October 1929, Berlin; †22 October 2010, Friedland). In: Journal of Indo-European Studies. Bd. 39 Heft 1–2 (2011), S. 255–277, Verz. der wiss. Arbeiten S. 258–277. ISSN 0092-2323.
- Linguisten-Handbuch: biographische und bibliographische Daten deutschsprachiger Sprachwissenschaftlerinnen und Sprachwissenschaftler der Gegenwart. Band 2. Tübingen 1994, S. 830.